# Han Ming-ti kínai császár
Ming-ti (28. június 15. – 75. szeptember 5.) kínai császár 57-től haláláig. Egyes feltételezések szerint uralkodása alatt honosodott meg Kínában a buddhizmus.
Ming-ti Kuang Vu-ti  császár fiaként született, és édesapját követte a trónon. A legenda szerint a császárnak megjelent álmában Buddha Szakjamuni arany képmása, és arra kérte őt, hogy tiszteljék Kínában is. Az uralkodó ennek hatására két buddhista szerzetest hívott meg Indiából, és buddhista templomot építtetett Lojangban.
Uralkodásának másik momentuma volt a Kína északi határát zaklató hsziungnuk elleni hadjárat. A császár hadvezérének, Pan-Csaonak sikerült visszaállítani Kína befolyását Belső-Ázsiában.
Ming-ti 18 évnyi uralkodás után, 47 évesen halt meg. A trónon fia, Csang-ti követte.

## Lásd még
- A Han-dinasztia családfája

| Előző uralkodó: Kuang Vu-ti | Kínai császár 57 – 75 | Következő uralkodó: Csang-ti |